# Boris Chabat
Pour les articles homonymes, voir Chabat.
Boris Vladimirovitch Chabat   (en russe Борис Владимирович Шаба́т) (9 juillet 1917 à Moscou - 23 juillet 1987 à Moscou) est un mathématicien soviétique. 
Son nom a été transcrit en français Chabat mais aussi on peut le trouver sous cette forme Shabat. 

Il est surtout réputé pour ses ouvrages d'analyse complexe aux Éditions Mir.